# Arsen Śliwiński
 (novembre 2018).
Si vous disposez d'ouvrages ou d'articles de référence ou si vous connaissez des sites web de qualité traitant du thème abordé ici, merci de compléter l'article en donnant les références utiles à sa vérifiabilité et en les liant à la section « Notes et références ».
Arsen Śliwiński est un céiste polonais pratiquant la course en ligne.

## Palmarès

### Championnats du monde
- 2017 à Račice (République Tchèque)
  -  Médaille d'argent en C-2 200 m

### Championnats d'Europe
- 2018 à Belgrade (Serbie)
  -  Médaille de bronze en C-2 200 m
  -  Médaille de bronze en C-4 500 m